# Moonlight Serenade
«Moonlight Serenade» («Серенада лунного света») — песня американского бендлидера Глена Миллера и его оркестра.
В 1991 году сингл Глена Миллера и его оркестра с этой песней (вышедший в 1939 году на лейбле Bluebird Records) был принят в Зал славы премии «Грэмми».